# Марк Жирарделлі
Марк Жирарделлі (нім. Marc Girardelli; нар. 18 липня 1963) — люксембурзький гірськолижник, призер олімпійських ігор, чотириразовий чемпіон світу.

## Спортивна кар'єра
Марк Жирарделлі народився в Австрії і виступав за цю країну до 1976, коли, посварившись із тренерами, почав виступати за Люксембург. Оскільки він був австрійським громадянином, то йому довелося пропустити Олімпіади 1980 та 1984, і тільки, коли змінивши громадянство на люксембурзьке, він зміг взяти участь в Олімпіаді 1988, але не зумів здобути медалей. На Альбервільській олімпіаді 1992 Жирарделлі двічі був другим.
Жирарделлі добре виступав у всіх дисциплінах гірськолижного спорту. Він п'ять разів ставав переможцем у загальному заліку Кубка світу, ще двічі був другим і двічі третім. Загалом він виграв 46 змагань у рамках Кубка світу, й 100 разів підіймався на подіуми.
Марк Жірарделлі завершив спортивну кар'єру у 1996. За період своїх виступів він 4 рази визнавався найкращим спортсменом року Люксембургу.